# 파이프밤

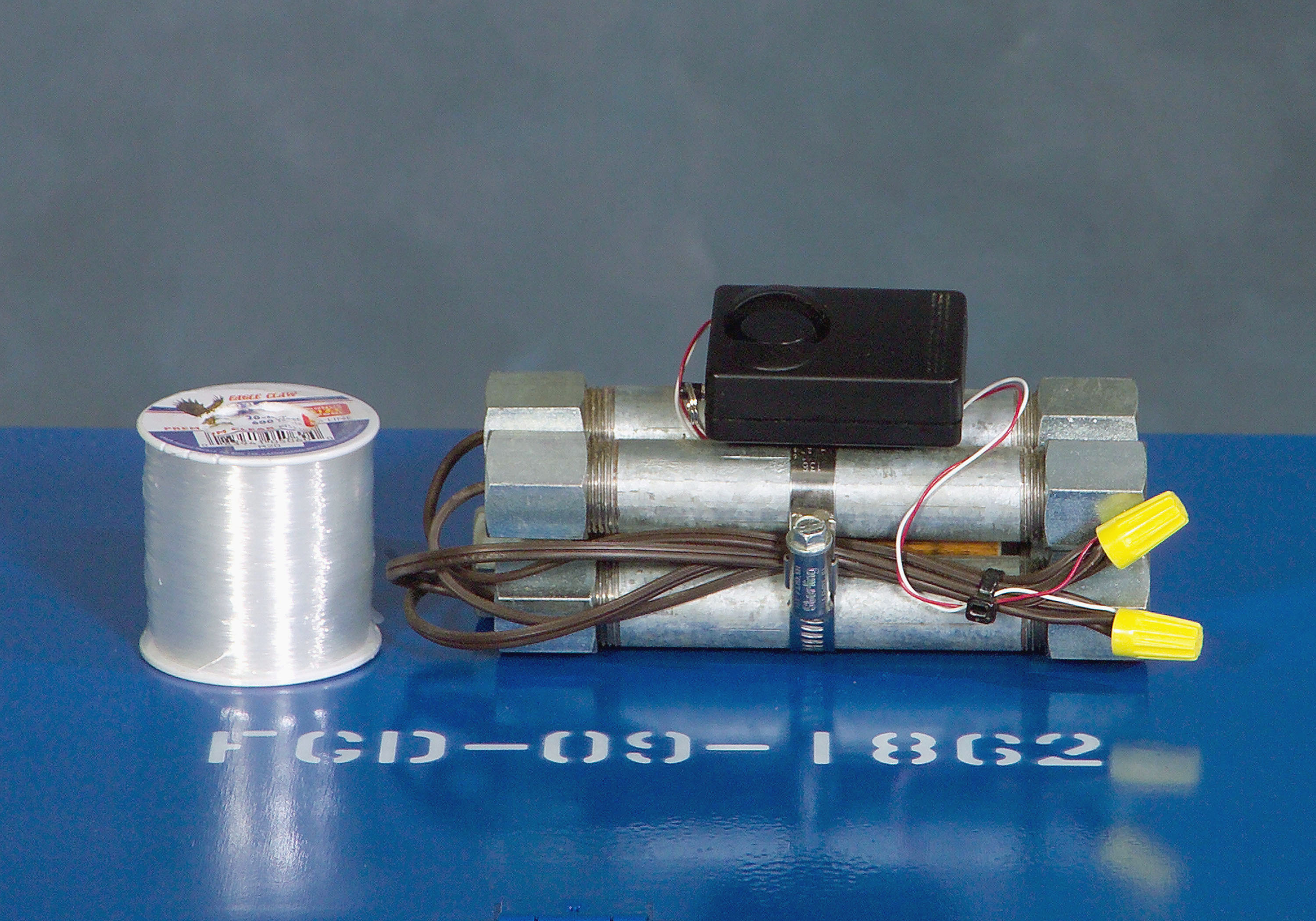
미군 요원 훈련에 사용되는 인계철선으로 작동되는 파이프밤 모형

파이프밤(pipe bomb) 또는 파이프 폭탄은 폭발성 물질로 채워진 파이프의 단단히 밀봉된 부분을 사용하는 급조폭발물(IED)이다. 파이프에 의해 제공되는 격납 장치는 단순한 저폭발물을 사용하여 압력을 증가시키는 격납 장치로 인해 상대적으로 큰 폭발을 일으킬 수 있음을 의미한다. 파이프 자체의 조각화로 인해 잠재적으로 치명적인 파편이 생성된다.
조기 폭발은 수제 폭탄을 만들 때 위험하다. 파이프밤에 사용되는 재료와 방법은 종종 의도하지 않은 폭발을 초래하여 일반적으로 조립자가 심각한 부상을 입거나 사망에 이르게 한다.
많은 국가에서 파이프밤을 제조하거나 소지하는 것은 용도에 관계없이 심각한 범죄이다.

## 설계

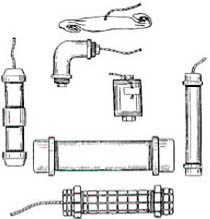
미국 국무부가 발행한 폭탄 인식 보고서에 나온 다양한 파이프밤의 모습

이 폭탄은 일반적으로 폭발성 혼합물이 들어 있는 강철 수도관의 짧은 부분으로 양쪽 끝이 강철 또는 황동 캡으로 막혀 있다. 퓨즈는 파이프의 측면이나 막힌 끝 부분에 있는 구멍을 통해 리드가 빠져나가도록 파이프에 삽입된다. 퓨즈는 타이머와 배터리로 연결되는 전선이 있는 전기 퓨즈이거나 일반 퓨즈일 수 있다. 모든 구성품은 쉽게 구할 수 있다.
일반적으로 트리니트로톨루엔과 같은 고성능 폭발물은 사용되지 않는다. 왜냐하면 이러한 폭발물과 이에 필요한 기폭 장치는 비국가 사용자가 구하기 어렵기 때문이다. 이러한 폭발물에는 파이프밤의 격납 설계도 필요하지 않다.
대신, 화약, 성냥개비 또는 염소산염 혼합물과 같이 건축업자가 스스로 쉽게 얻을 수 있는 폭발성 혼합물이 사용된다. 이는 튜브 내부에 자재를 포장하거나 엔드 캡을 부착할 때 발생하는 마찰, 정전기, 스파크에 의해 쉽게 발화될 수 있으며 이로 인해 건축업자에게 많은 부상이나 사망이 발생할 수 있다.
못이나 깨진 유리 같은 날카로운 물체를 폭탄의 외부 껍질이나 내부에 추가하여 장치의 치사율을 높이는 경우도 있다.

## 같이 보기
- 급조폭발물
- TM 31-210 임시 군수품 안내서